# 三角寛

1960年

三角 寛（みすみ かん、みすみ ひろし、1903年（明治36年）7月2日 - 1971年（昭和46年）11月8日）は、小説家、山窩（サンカ）作家、映画館経営者。本名は三浦守。僧名は釈法幢。

## 略歴
大分県直入郡岡本村大字枝字真米（現・竹田市大字枝字真米）に農家の4人姉弟の末子として生まれる。私生児であった。幼少期に父親と死別し、10歳で豊後大野市大野町田中の真宗系の最乗寺に預けられる。1922年春、19歳で地元から出奔。日本大学法科卒業と自称していたが、筒井功はこれを疑問視し「三角の最終学歴は、小学校卒であった可能性が強い」と述べている。
1926年（大正15年）3月、記者の手伝いをする雇員（非正規採用）待遇で朝日新聞社に入社し、サツ回り担当（取材記者）となる。説教強盗の報道で話題となる。このとき、取材先の刑事から「犯人は足が速いからサンカかもしれない」という言葉を聞き、サンカに興味を持つ。記者時代は派手な飛ばし記事で人気を博す一方、上司から警戒もされていた。
永井龍男の勧めで小説を書き始め、『婦人サロン』に「昭和毒婦伝」を連載し文壇にデビュー。毒婦伝でサンカを題材にしはじめる。山窩小説三部作と言われる『怪奇の山窩』『情炎の山窩』『純情の山窩』を発表し、流行作家の道を歩む。小説家として多忙になったため朝日新聞社は1933年に退社。
1935年ごろ、PL教団の前身である新興宗教「ひとのみち」に入信し、「ひとのみち」を批判した大宅壮一の自宅に抗議におしかけた。
また1942年（昭和17年）に皇国薬草研究所を創立して所長に就き、サンカに伝わる薬草を軍に売る。
戦後は娯楽が儲かると判断して映写機を手に入れ、吉川英治、徳川夢声、井伏鱒二らを株主とする映画館「人世坐」「文芸坐」の経営にあたる。1962年（昭和37年）に学位論文「山窩族の社会の研究」で東洋大学から文学博士の学位を取得する。晩年には埼玉県の桂木寺の住職を務めた。
1958年におきた「警察官職務執行法」改正に対する国民的反対運動において、日本文芸家協会は、改正案反対の声明書を発表したが、三角は同会会員で唯一、協会の行動に反対し、「これらの行動が、日本の作家の全部の意志と見られることは迷惑千万だ」という談話を新聞に発表した。
『三角寛全集』全35巻・別巻1巻を母念寺出版より刊行中に心筋梗塞のため死去し、未完に終わっている。戒名は至心院釈法幢法師。
現代書館から『三角寛サンカ選集』全15巻が刊行されている。
朝日新聞入社以前の履歴にはさまざまな疑問が呈されている。当人は、日本大学法科卒業と自称していた。

## サンカ研究
三角による山窩（サンカ）に関する研究は、現在でも多くの研究者が資料とするところであるが、実は彼の創作である部分がほとんどであり、小説家としての評価は別として、学問的価値は低い。これはその後、多くの研究者により虚偽であることが証明された。よって、三角によるサンカ資料は、三角自身による創作小説と見るのが適当である。
三角は当時、自分以外の者がサンカについて言及・研究すると激しく抗議し、サンカ研究を独占していた。

## 家族
妻は三角よしい。長女の寛子は舞踏家の林寛枝。婿養子（寛子の夫）は映画評論家の三浦大四郎。孫に日本舞踊家の林千永。曾孫に歌舞伎俳優の二代目市川青虎。

## 著書
- 『縛られた女たち』大日本雄辯會講談社 (1939/08)
- 『慈悲心鳥―山窩史話』日京書院 (1948)
- 『名刑事捕物帖』蒼生社 (1948)
- 『愛欲の瀬降―山窩綺談』東都書房 (1956)
- 『山窩小説シリーズ』徳間書店 (1966)
- 『味噌大学 』 文芸社 (1969)
- 『漬物大学 』 文芸社 (1969)
- 『人生坐大騒動顛末記 』

## 企画協力
- 『瀬降り物語』東映 (1985)